# Слащёво (Можайский район)
Слащёво — деревня в Можайском районе Московской области, в составе сельского поселения Замошинское. Численность постоянного населения по Всероссийской переписи 2010 года — 132 человека. До 2006 года Слащёво входило в состав Семёновского сельского округа.
Деревня расположена на западе района примерно в 21 км к юго-западу от Уваровки, на правом берегу реки Малая Воря, у устья безымянного правого притока, высота над уровнем моря 251 м. Ближайший населённый пункт — село Семёновское в 2 км на запад.